# Arnold Denker
Arnold Sheldon Denker (nacido el 20 de febrero de 1914 en Nueva York, fallecido el 2 de enero de 2005 en Fort Lauderdale) fue un ajedrecista estadounidense, Gran Maestro y escritor de Ajedrez. Fue Campeón de Ajedrez de EE. UU. en 1945 y 1946.
En los últimos años de su vida participó en diversas organizaciones de Ajedrez, recibiendo el reconocimiento de la Federación de Ajedrez de Estados Unidos, incluso en 2004, el más alto honor, "Decano de ajedrez americano".

## Trayectoria como ajedrecista
Denker nació en el Bronx, en Nueva York, en el seno de una familia judía ortodoxa. Según el propio Denker, aprendió a jugar al Ajedrez en 1923, observando jugat a sus hermanos, pero de manera seria en su primer año en la Escuela Secundaria Theodore Roosevelt (Theodore Roosevelt High School), donde sus compañeros jugaban por cinco centavos una partida en la cafetaria. Después de perder su dinero en estas partidas, Denker leyó el libro Common Sense in Chess, del excampeón mundial de ajedrez Emanuel Lasker, que encontró en la biblioteca de la escuela, y pronto "las monedas fueron produciendo intereses".
Se dio a conocer en el Ajedrez al ganar el Campeonato interescolar de Nueva York en 1929 a los 15 años. En la década siguiente, se estableció como un rival a considerar para jugadores como Samuel Reshevsky, Reuben Fine e Isaac Kashdan como el jugador de ajedrez más potente de Estados Unidos.
En 1940 Denker ganó el primero de los seis en los Campeonatos del Club de Ajedrez de Manhattan, Manhattan Chess Club. Se convirtió en Campeón de Estados Unidos en 1944, ganando catorce partidas (incluyendo una contra Fine), empatando tres y no perdiendo ninguna. (Esta puntuación del 91 por ciento fue el mejor porcentaje de victorias en la historia del Campeonato de Estados Unidos, hasta que Bobby Fischer anotó 11-0 en 1963-64). Denker defendió con éxito su título de EE. UU. en un enfrentamiento en 1946 contra Herman Steiner, ganando 6-4 en Los Ángeles.
En 1950 recibió el título de Maestro Internacional por parte de la FIDE.
Durante la Segunda Guerra Mundial, Denker jugó exhibiciones en las bases militares y a bordo de los portaaviones. En 1945 jugó en el primer tablero en el enfrentamiento entre Estados Unidos y la URSS,ofrecido por la radio, perdiendo sus dos partidas frente a Mikhail Botvinnik, y en 1946 viajó a Moscú para el enfrentamiento de vuelta, perdiendo ambas partidas contra Vasily Smyslov. También en 1946, participó en el Torneo de Groningen, anotando 9 ½ de 19, y logrando tablas ante Botvinnik y Smyslov.
David Hooper y Kenneth Whyld, en su libro The Oxford Companion to Chess, relatan la "mala suerte" de Denker, ya que éste alcanzó su madurez como ajedrecista cuando se producía el fragor de la Segunda Guerra Mundial, lo cual llevaba a torneos de escasa envergadura para su capacidad.
En 1947, Denker publicó una colección de juegos en su libro If You Must Play Chess.
En 1981, la FIDE le concedió el título de Gran Maestro Internacional.  En los siguientes años, pasó a ser un importante organizador de torneos, trabajando en las juntas directivas de la Fundación de Ajedrez Americana, la Federación de Ajedrez de Estados Unidos (USCF), y la Fundación de Ajedrez de EE. UU. El prestigioso Torneo de Campeones de Escuela Secundaria de Estados Unidos recibe su nombre.
Denker continuó jugando al Ajedrez, aunque muy por debajo de su capacidad anterior. Su última clasificación FIDE fue 2293.
Escribió muchos artículos de Ajedrez, y en 1995 el libro The Bobby Fischer I Knew and Other Stories, junto con Larry Parr, Hypermodern Press.
En 1992 Denker fue incluido en el Salón de la Fama del Ajedrez de Estados Unidos. Recibió el más alto honor de Ajedrez de Estados Unidos el 11 de junio de 2004, cuando se convirtió en la tercera persona que se proclamó "Decano de ajedrez americano" por la USCF.
Denker murió de cáncer cerebral el 2 de enero de 2005 en Fort Lauderdale, Florida .

## Partida seleccionada
|       |       |       |       |       |       |       |       |    |  |
|       | a8 rd | b8 nd | c8 bd | d8 qd | e8    | f8    | g8    | h8 |  |
| a7 pd | b7    | c7 pd | d7    | e7    | f7    | g7 pd | h7 bl |    |  |
| a6    | b6 pd | c6    | d6 pd | e6    | f6    | g6    | h6 bd |    |  |
| a5    | b5    | c5    | d5 pl | e5    | f5    | g5 kd | h5    |    |  |
| a4    | b4    | c4 pl | d4    | e4 ql | f4    | g4    | h4    |    |  |
| a3    | b3    | c3    | d3    | e3    | f3    | g3 pl | h3    |    |  |
| a2 pl | b2 pl | c2    | d2    | e2    | f2    | g2    | h2 pl |    |  |
| a1    | b1    | c1    | d1    | e1    | f1 rl | g1    | h1 kl |    |  |
|       |       |       |       |       |       |       |       |    |  |

Se trata de una de sus mejores partidas, con solo 15 años.
Denker–Feit, Nueva York 1929 Defensa holandesa 

1.d4 f5 2.Nf3 e6 3.g3 b6 4.Bg2 Bb7 5.0-0 Nf6 6.c4 Be7 7.Nc3 d6
8.d5 e5 9.Ng5 Bc8 10.e4 0-0 11.f4 exf4 12.Bxf4 fxe4 13.Ncxe4 Nxe4 14.Bxe4 Bxg5 15.Qh5 Rxf4 16.Qxh7+ Kf7 17.Bg6+ Kf6 18.Rxf4+ Bxf4 19.Qh4+ Bg5 20.Qe4 Be3+ 21.Kh1 Bh3 22.Rf1+ Kg5 23.Bh7 1–0